# Fünf Freunde erforschen die Schatzinsel
Fünf Freunde erforschen die Schatzinsel (englischer Originaltitel Five on a Treasure Island) ist ein Abenteuerroman aus dem Jahr 1942, der von der britischen Schriftstellerin Enid Blyton geschrieben und von Eileen Soper illustriert wurde. Es ist die erste Geschichte aus der Fünf-Freunde-Buchreihe. Die deutsche Erstausgabe erschien 1953 beim Blüchert Verlag.

## Inhalt
Die drei Geschwister Julian, Dick und Anne verbringen die Sommerferien bei ihrem Onkel Quentin, ihrer Tante Fanny und ihrer Cousine Georgina. Diese wohnen in einem Haus auf einer Klippe über der sogenannten Felsenbucht, der eine kleine Insel samt Burgruine vorgelagert ist. Die Cousine hasst es, ein Mädchen zu sein, möchte nur George gerufen werden und ist nicht sonderlich angetan von dem Besuch. Onkel Quentin ist ein häufig mürrischer Wissenschaftler, der an einem Buch arbeitet und dabei nur ungern gestört werden möchte. Tante Fanny ist die fürsorgliche Hausfrau, die stets um das Wohl der Kinder bemüht ist.
Langsam aber doch finden George und die drei Geschwister aneinander Gefallen und zusammen mit Timmy dem Hund, den George vor ihren Eltern geheim halten muss und der Obhut eines Fischerjungen anvertraut hat, bilden sie schon bald fünf unzertrennliche Freunde. George erzählt ihren neuen Freunden von der vorgelagerten Felseninsel, die ihr gehört, und einem nahegelegenen Wrack, dessen Kapitän Georges Urururgroßvater gewesen ist. Sie beschließen, zum Wrack zu rudern und zu ihm runter zu tauchen. Doch es liegt zu tief am Meeresgrund, um es näher inspizieren zu können. Erst als sie am nächsten Tag mit dem Ruderboot die Felseninsel besuchen und dort von einem gewaltigen Sturm überrascht werden, der das Wrack an die Oberfläche befördert, bietet sich ihnen die Gelegenheit, dieses genau zu untersuchen. Sie entdecken zwar nicht wie erhofft einen Goldschatz, allerdings eine kleine versperrte Holzkiste mit den Initialen des Kapitäns. Die Kinder nehmen die Kiste mit nach Hause, um sie dort mit geeignetem Werkzeug zu öffnen. Alle Bemühungen sind allerdings vergebens, so dass sie die Kiste schließlich aus dem Dachboden werfen, in der Hoffnung, dass sie sich beim Aufprall öffnet. Onkel Quentin fühlt sich jedoch durch den dadurch entstandenen Lärm gestört und nimmt den Kindern die Kiste und eine Blechbüchse, die sich im Inneren befunden hat, weg, nachdem er erfahren hat, woher der Fund stammt.
Erst als Onkel Quentin am Nachmittag in seinem Arbeitsstuhl eingenickt ist, gelingt es Julian, die Kiste zu entwenden und schließlich mit Hilfe eines Taschenmessers die Blechbüchse zu öffnen. Sie enthält eine Karte, auf der George die Umrisse der Burgruine ihrer Felseninsel erkennt. Und in einem der eingezeichneten Verliese entdecken die Kinder den Schriftzug Ingots, was vermuten lässt, dass dort Goldbarren gelagert sind. Sie fertigen eine Kopie der Karte an, retournieren das Original und bringen Büchse und Kiste zurück in Onkel Quentins Arbeitszimmer.
Das an Land gespülte Wrack ist jedoch der Öffentlichkeit nicht verborgen geblieben und zahlreiche Fischer, Schaulustige und Reporter zeigen – sehr zum Ärger von George – großes Interesse für das gestrandete Schiff. Zu allem Überdruss verkauft Onkel Quentin die von den Kindern gefundene Holzkiste samt Blechbüchse an einen Sammler alter Gegenstände. Als derselbe Käufer wenig später auch noch das wunderbare Angebot macht, die Felseninsel für eine größere Summe Geld zu kaufen, um die Ruine in ein Hotel umzuwandeln, steht für die Kinder fest, dass ihr Geheimnis des Goldschatzes entdeckt worden ist und höchste Eile geboten ist.
Von Onkel Quentin und Tante Fanny erhalten die Kinder die Erlaubnis, das Wochenende auf der Felseninsel zu verbringen. Mit jeder Menge Proviant, Ausrüstung und Werkzeug machen sie sich am nächsten Tag zur Insel auf und beginnen die Suche nach den Goldbarren. Durch Timmy, der einem Kaninchen nachgejagt ist, entdecken sie einen Brunnenschacht und kurz darauf einen unter dem Sand verborgenen Eingang zum unterirdischen Burgverlies. In diesem Labyrinth aus unzähligen Kerkern gelangen sie schließlich an eine große verschlossene Holztür. Da es jedoch bereits spät ist, beschließen die Kinder, am nächsten Tag mit einer Axt zurückzukommen, um damit das Schloss zu öffnen.
Als Julian am folgenden Tag nach dem Frühstück auf die schwere Tür einhaut, springt ein großer Holzsplitter ab und verletzt Dick im Gesicht, so dass dieser stark blutet. Anne verlässt daraufhin mit Dick das unterirdische Verlies, um seine Wunde zu versorgen, während Julian und George weiter mit der Axt die Tür bearbeiten und diese schließlich öffnen können. In der hinter der Tür gelegenen Höhle finden die beiden tatsächlich einen Haufen mit Goldbarren.
Doch die Freude währt nicht lange, denn kurz darauf tauchen zwei Männer auf, von denen sich einer als der Käufer der Insel entpuppt und der andere mit einem Revolver bewaffnet ist. Sie zwingen George, eine Notiz zu schreiben, in der Dick und Anne mitgeteilt wird, dass George und Julian das Gold gefunden hätten und ihre beiden Freunde auffordern, schnell nach unten ins Burgverlies zu kommen. Die Notiz wird Timmy an sein Halsband gesteckt. Er soll damit zu Anne und Dick laufen und die beiden nach unten locken, wo die beiden Ganoven im Anschluss alle fünf Freunde einsperren wollen, um sodann in aller Ruhe ein Schiff für den Abtransport der Goldbarren zu organisieren.
George hat die Notiz listigerweise mit Georgina unterzeichnet, was Dick stutzig macht und ihn dazu bringt, die Bucht der Felseninsel zu kontrollieren, ehe sie ins Verlies gehen. Dort entdecken er und Anne das Motorboot der beiden Ganoven und ihnen wird klar, dass ihre Freunde sich in Gefahr befinden müssen. Die beiden verstecken sich im Brunnenschacht und werden von den Gaunern nicht entdeckt, als diese sich auf die Suche nach den ausbleibenden Kindern machen.
Da ihre Suche ergebnislos bleibt, geben die beiden Männer schließlich auf und entfernen sich mit ihrem Motorboot von der Insel, um ein größeres Schiff zu holen. Aus Georges Boot nehmen sie die Ruder mit, so dass den Kindern die Möglichkeit genommen ist, von der Insel zu kommen. Außerdem haben die Ganoven den Eingang zum Burgverlies mit schweren Steinen versperrt, so dass Anne und Dick ihren Freunden von dort nicht zu Hilfe eilen können. Anne hat die Idee, über den Brunnenschacht in das Verlies zu gelangen, und Dick gelingt es tatsächlich, mit Hilfe eines Seiles ins untere Geschoß zu klettern und Julian, George und Timmy zu befreien.
Gemeinsam schmieden die Kinder einen Plan, wie sie die wohl bald zurückkommenden Ganoven überrumpeln könnten: Dick bietet sich an, die Tür hinter den Ganoven zuzuwerfen und zu verriegeln, sobald diese die Höhle betreten, um die Goldbarren zu holen. Die Männer tauchen schon bald darauf tatsächlich auf und machen sich auf den Weg zu den Goldbarren. Dick gelingt es zwar, die Tür hinter den Gaunern zuzuwerfen, doch der Keil, mit dem er diese versperrt, ist nicht stark genug, so dass die Männer die Tür aufbrechen können. In allerletzter Sekunde schafft es Dick, über den Brunnenschacht zu entkommen. Die Kinder laufen nun so rasch als möglich zur Bucht, entdecken im Motorboot der Ganoven glücklicherweise die Ruder von Georges Boot und können mit diesem den Männern entkommen, weil George zuvor noch schnell das Motorboot mit einer Axt fahruntauglich gemacht hat.
Zu Hause angekommen erzählen die Kinder Georges ungläubigen Eltern ihr Abenteuer und die Polizei wird verständigt. Onkel Quentin telefoniert auch mit seinem Rechtsanwalt und erhält von diesem die Zusicherung, dass die Goldbarren ihr Eigentum seien. Trotz dieses plötzlichen Reichtums wünscht sich George jedoch nur eines von ihren Eltern: Dass sie Timmy behalten darf. Was ihr nach diesem aufregenden Abenteuer gerne von ihren stolzen Eltern gewährt wird.

## Rezeption
Nicholas Tucker schreibt in seiner Rezension: „Trotz des begrenzten Wortschatzes und häufiger Wiederholungen hatte Enid Blyton doch eine unglaubliche Begabung zum Geschichtenerzählen. Am Ende jedes Kapitels will man als Leser immer weiterlesen. Sie erkannte instinktiv das Bedürfnis von Kindern nach der (wenigstens fiktiven) Realisierung der Vorstellung, über alle Fähigkeiten der Erwachsenen zu verfügen, ohne Verantwortung tragen zu müssen. Heraus kam eine wunderbare, extrem unwahrscheinliche Geschichte, die Kinder seit über 60 Jahren fesselt.“

## Hintergrund
Liam Heneghan weist in seinem Artikel in der Zeitung The Irish Times darauf hin, dass Blytons Erzählung gewisse Parallelen mit dem Roman Four on an Island von Elizabeth (“Lillie”) Thomasina Meade aufweist, und vermutet, dass Blyton von diesem 50 Jahre früher geschriebenen Werk beeinflusst (“influenced”) wurde.

## Referenzen
Fünf Freunde erforschen die Schatzinsel ist in dem literarischen Nachschlagewerk 1001 Kinder- und Jugendbücher – Lies uns, bevor Du erwachsen bist! für die Altersstufe 8+ Jahre enthalten.

## Ausgaben
- Five on a Treasure Island. Hodder & Stoughton, UK 1942 (englisch).
- Fünf Freunde erforschen die Schatzinsel. Blüchert, 1953.

## Adaptionen
Fünf Freunde erforschen die Schatzinsel wurde zwei Mal verfilmt:
- 1957: Die Sache mit der Schatzinsel, 8-teilige Fernsehproduktion unter der Regie von Gerald Landau
- 1995: Five on a Treasure Island: Part 1 & 2, Episoden 1 und 2 der ersten Staffel der britisch-deutschen Fernsehserie The Famous Five

1991 wurde das Videospiel The Famous Five: Five on a Treasure Island veröffentlicht, dessen Handlung an Blytons Roman angelehnt ist.